# Asemostera janetae
Asemostera janetae är en spindelart som beskrevs av Miller 2007. Asemostera janetae ingår i släktet Asemostera och familjen täckvävarspindlar. Inga underarter finns listade i Catalogue of Life.